# A31 (motorväg, Italien)
A31 är en motorväg i Italien som går mellan Piovene Rocchette och Vicenza.